# Theneuille
 Theneuille  là một xã ở tỉnh Allier thuộc miền trung nước Pháp.